# Balanops
Balanops Baill., 1871 è un genere di piante angiosperme dell'ordine Malpighiales, unico genere della famiglia Balanopaceae Benth. & Hook.f., 1880.

## Distribuzione e habitat
Il genere è presente in Australia (Queensland), Nuova Caledonia, isole Figi e Vanuatu.

## Tassonomia
Il genere comprende le seguenti specie:
- Balanops australiana F.Muell.
- Balanops balansae Baill.
- Balanops microstachya Baill.
- Balanops oliviformis Baill.
- Balanops pachyphylla Baill. ex Guillaumin
- Balanops pancheri Baill.
- Balanops pedicellata (Guillaumin) Hjelmq.
- Balanops sparsifolia (Schltr.) Hjelmq.
- Balanops vieillardii Baill.